# Богарне, Франсуа де (губернатор Мартиники)
Франсуа де Богарне де Бомон, маркиз де ла Ферт-Богарне, барон де Бовилль (16 января 1714, Ла-Рошель — 18 июня 1800, Сен-Жермен-ан-Ле) — французский аристократ, морской офицер, губернатор острова Мартиника и всех французских Антильских островов (31 мая 1757 — 7 февраля 1761).

## Биография
Сын дворянина Клода де Богарне (1680—1738) и его жены Рене Ардуино де Ланданьер (1696—1744). В 1761 году получил чин шефа эскадры (отчасти эквивалентный контр-адмиралу).
В 1759 году, в ходе Семилетней войны, отбил британское вторжение на Мартинику. Однако британцы не отступились окончательно, вместо этого они отправились на соседнюю Гваделепу, и, после полугода боёв, захватили остров. После этого, подготовив вторжение на Мартинику более тщательно, в 1762 году они вторглись опять, и на этот раз Богарне, несмотря на все свои усилия, вынужден был уступить и сдать остров англичанам. Впрочем, ненадолго — Мартиника вернулась в состав Франции по мирному договору уже в следующем году.
В 1752 году Богарне купил замок Ла Ферт, и, с позволения короля, переименовал его в Ла Ферт-Богарне, получив при этом, в знак воздаяния заслуг перед королевством, титул маркиза де ла Ферт-Богарне.

## Семья
Франсуа де Богарне был женат на Марии-Анриетте Пивар де Шастуйе (1722—1767). От этого брака имел двух сыновей, доживших до взрослого возраста. Из них Франсуа де Богарне (1756—1846) был роялистом, эмигрантом и генерал-майором в армии Конде — военном формировании, сражавшемся против революционной Франции под белыми знамёнами короля. Напротив, второй сын, Александр де Богарне (1760—1794), был республиканским генералом, погибшим на эшафоте в годе якобинского террора. Вдова Александра де Богарне, Жозефина де Богарне, родом с Мартиники, позднее вышла замуж за Наполеона.
Внук Франсуа де Богарне, Евгений Богарне, был вице-королём Италии, и командиром корпуса в Великой армии в 1812 году, а внучка, Гортензия Богарне — королевой Голландии.